# Désiré Van Mullem
Désiré Van Mullem (Maldegem, 20 augustus 1827 - aldaar, 29 september 1911) was een Belgisch politicus, doctor in de geneeskunde en bierbrouwer.
Hij werd geboren binnen een familie van bierbrouwers en jeneverstokers die oorspronkelijk in de West-Vlaamse hoofdstad Brugge woonde. Het was zijn vader Pieter (1792-1854) die zich als eerste in Maldegem kwam vestigen, waar hij in de Noordstraat de brouwerij Sint-Sebastiaan uitbaatte.

## Drukke loopbaan
Van Mullem studeerde voor geneesheer en beoefende zijn praktijk in Maldegem. Onder meer in 1866, toen er in België een cholera-epidemie heerste.
Hij was gemeenteraadslid van Maldegem van 1863 tot 1903. Tijdens die periode was hij er burgemeester van 1871 tot 1879 en van 1885 tot 1889. Daarnaast was hij provincieraadslid in Oost-Vlaanderen van 1872 tot 1892.
Alhoewel hij reeds ontslag had genomen als raadslid zette hij in 1904 de gemeenteraad even buiten spel. Niet akkoord gaande liet hij - als eigenaar van het gemeentehuis - de deur van de gemeenteraadszitting dicht metselen.
Daarnaast baatte hij ook de brouwerij uit, die na zijn overlijden werd stopgezet. In 1859 huwde hij met Gudula Van de Velde uit Landskouter, die eveneens stamde uit een familie van stokers. De kinderen uit dit huwelijk werd ofwel kloosterling of priester. De familiewoning in de Noordstraat werd afgebroken en vervangen door een appartementsgebouw.